# Mario Díaz (cómico)
Mario Díaz (Sevilla, España, 30 de septiembre de 1981) es un cómico español. En sus primeros años universitarios estudió Arquitectura pero lo dejó en segundo curso. Se licenció en Comunicación Audiovisual en la Universidad de Sevilla. Después de licenciarse, hizo el Máster de Guion de Globomedia, y después como proyecto final realizó junto con Alberto Casado y José Lozano Rey un cortometraje titulado Suplentes.
Participa como guionista y colaborador en el programa Sé lo que hicisteis... de La Sexta, donde antes también interpretaba a uno de los paparazzi junto con Alberto Casado y José Lozano Rey, sus compañeros en Suplentes. En Sé lo que hicisteis..., durante el verano de 2009, sustituyó a Alberto Casado en el foro acompañado de José Lozano.
Protagonizó el cortometraje Ceramics Swan de David Galán Galindo y Rigor, de David Galán Galindo y Óscar Arenas (Ganador en el X Notodofilmfest, premio otorgado por José Luis Cuerda). Participó también como actor en el corto Curvas, y como coguionista en 4ºB, ambos de David Galán Galindo.